# Argal
Prema grčkoj mitologiji, Argal (starogrčki Ἄργαλος) bio je rani kralj Sparte tijekom brončanog doba Grčke.
Bio je najstariji sin i nasljednik kralja Amikle od Sparte, a rodila ga je Amiklina supruga Diomeda, kći Lapitova. Argal je bio brat svog nasljednika, kralja Kinorta; zatim, princa Hijakinta, Polibeje i Laodamije (također poznata kao Lejanira). Jedan mit kaže da je imao sestru Dafnu.
Argal je zvan ocem kralja Ebala.